# 15 Гидры
15 Гидры (лат. 15 Hydrae), HD 75737 — кратная звезда в созвездии Гидры на расстоянии приблизительно 446 световых лет (около 137 парсек) от Солнца.

## Характеристики
Первый компонент (BD-06 2743Aa) — белая звезда спектрального класса A2, или A2-3Vm, или A2-3V, или A4m. Видимая звёздная величина звезды — +5,79m. Масса — около 2,73 солнечной, радиус — около 4,84 солнечного, светимость — около 85,25 солнечной. Эффективная температура — около 10764 K.
Второй компонент (BD-06 2743Ab) — белая звезда спектрального класса A. Масса — около 1,86 солнечной. Орбитальный период — около 2,895 суток.
Третий компонент — коричневый карлик. Масса — около 49,44 юпитерианской. Удалён в среднем на 2,09 а.е..
Четвёртый компонент (BD-06 2743B). Видимая звёздная величина звезды — +7,41m. Масса — около 1,43 солнечной. Орбитальный период — около 338844 суток (927,7 года). Удалён на 1,2 угловой секунды.
Пятый компонент (UCAC4 415-047920) — жёлтый карлик спектрального класса G. Видимая звёздная величина звезды — +11,409m. Радиус — около 1,02 солнечного, светимость — около 1,091 солнечной. Эффективная температура — около 5746 K. Удалён на 45,6 угловой секунды.
Шестой компонент (UCAC4 415-047925) — оранжевый гигант спектрального класса K. Видимая звёздная величина звезды — +12,102m. Радиус — около 16,64 солнечного, светимость — около 114,345 солнечной. Эффективная температура — около 4778 K. Удалён на 55,5 угловой секунды.